# Моджокерто
Моджокерто (індонез. Mojokerto) — місто в індонезійській провінції Східна Ява.

## Географія
Моджокерто розташовується на сході острова Ява, лежить на північ від вулкану Арджуна.

### Клімат
Місто знаходиться у зоні, котра характеризується мусонним кліматом. Найтепліший місяць — листопад із середньою температурою 28.7 °C (83.7 °F). Найхолодніший місяць — липень, із середньою температурою 27 °С (80.6 °F).
| Клімат Моджокерто       | Клімат Моджокерто | Клімат Моджокерто | Клімат Моджокерто | Клімат Моджокерто | Клімат Моджокерто | Клімат Моджокерто | Клімат Моджокерто | Клімат Моджокерто | Клімат Моджокерто | Клімат Моджокерто | Клімат Моджокерто | Клімат Моджокерто | Клімат Моджокерто |
| Показник                | Січ.              | Лют.              | Бер.              | Квіт.             | Трав.             | Черв.             | Лип.              | Серп.             | Вер.              | Жовт.             | Лист.             | Груд.             | Рік               |
| Середня температура, °C | 27,6              | 27,7              | 27,8              | 28,1              | 27,9              | 27,4              | 27                | 27,2              | 27,7              | 28,6              | 28,7              | 28,2              | 27,8              |
| Норма опадів, мм        | 333.1             | 347.2             | 317.3             | 169.4             | 104.8             | 36.6              | 19.4              | 9.6               | 13.5              | 48.1              | 123.2             | 239               | 1761.2            |
| Днів з опадами          | 17,6              | 17,2              | 15,6              | 10,2              | 7                 | 5,7               | 2,5               | 1,4               | 1,6               | 2,9               | 5,4               | 14,2              | 101,3             |
| Вологість повітря, %    | 82.5              | 83.4              | 83.3              | 79.5              | 79                | 76                | 72.9              | 70.2              | 68                | 68.4              | 72.6              | 79                | 76.2              |
| ----------------------- | ----------------- | ----------------- | ----------------- | ----------------- | ----------------- | ----------------- | ----------------- | ----------------- | ----------------- | ----------------- | ----------------- | ----------------- | ----------------- |
| Джерело: Weatherbase    |                   |                   |                   |                   |                   |                   |                   |                   |                   |                   |                   |                   |                   |